# Metazythia caespitosa
Metazythia caespitosa är en svampart som beskrevs av Petr. 1950. Metazythia caespitosa ingår i släktet Metazythia, divisionen sporsäcksvampar och riket svampar.   Inga underarter finns listade i Catalogue of Life.